# Strongylodon lucidus
Strongylodon lucidus là một loài thực vật có hoa trong họ Đậu. Loài này được (G.Forst.) Seem. miêu tả khoa học đầu tiên.